# Downing (Missouri)
Pour les articles homonymes, voir Downing.
Downing est une ville du comté de Schuyler, dans le Missouri, aux États-Unis,. Située à l'est du comté, elle est incorporée en 1896.

## Démographie
Lors du recensement de 2010, la ville comptait une population de 335 habitants. Elle est estimée, en 2016, à 334 habitants.

### Source de la traduction
- (en) Cet article est partiellement ou en totalité issu de l’article de Wikipédia en anglais intitulé « Downing, Missouri » (voir la liste des auteurs).